# Pitkäsaari (ö i Finland, Mellersta Finland, Keuruu, lat 62,42, long 24,76)
Pitkäsaari är en ö i Finland.   Den ligger i kommunen Muldia i den ekonomiska regionen  Keuru ekonomiska region  och landskapet Mellersta Finland, i den centrala delen av landet, 250 km norr om huvudstaden Helsingfors. Pitkäsaari ligger i sjön Sinerväjärvi.